# Dalton-banden
Dalton-banden var en forbryderbande i Det Vilde Vesten i USA, og den eksisterede fra 1890 til 1892. Dens speciale var bank- og togrøverier. Inden de fik deres egen bande, var de tre af Dalton-brødrene, Gratton Dalton, Bob Dalton og Emmett Dalton, med i James-Younger Banden. En fjerde bror, William M. Dalton, var også lovløs, men med i banden Wild Bunch. Dalton-banden gav også inspiration til Lucky Lukes hovedmodstandere.
Den 5. oktober 1892 forsøgte Dalton-banden at røve to banker samtidigt i byen Coffeyville, Kansas. Røverierne udviklede sig til en fiasko, og den efterfølgende skudveksling mellem borgere og lovmænd på den ene side og Dalton-banden på den anden endte med, at fire af fem  bandemedlemmer blev skudt og døde.
Den eneste overlevende af Dalton-banden var Emmett. Historikere har senere spekuleret i, om der var et sjette medlem af banden, som kunne have ventet med hestene et stykke fra de banker, som banden røvede, og som måske havde klaret at undslippe med livet i behold. Hvem dette sjette medlem skulle have været, er ukendt, og Emmett Dalton afslørede aldrig noget om det. Det kan dog have været Bill Doolin[kilde mangler].